# St. Martin im Kofel

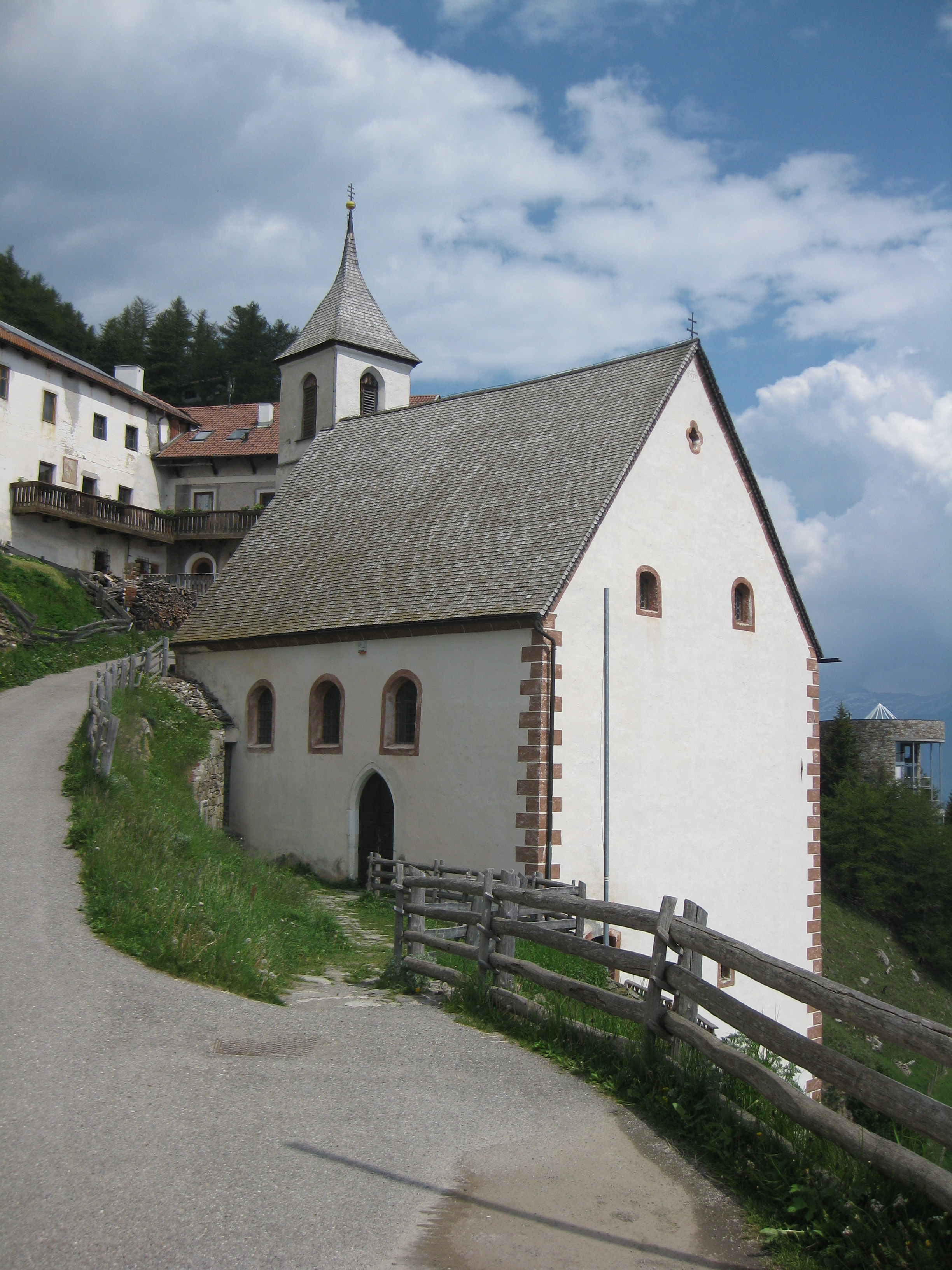
Die Wallfahrtskapelle St. Martin im Kofel

St. Martin im Kofel, auch am Kofel oder am Vorberg (italienisch San Martino al Monte), ist ein Weiler der Gemeinde Latsch in Südtirol (Italien). Der Weiler liegt auf ca. 1740 m s.l.m. am Sonnenberg im Vinschgau und hat etwa 100 Einwohner.

## Geschichte
Der Name rührt von einer alten Wallfahrtskapelle her, die 1510 erstmals erwähnt wurde und Martin von Tours als  Patron der Herden geweiht ist. Die kleine Kirche ist über einer Felsgrotte errichtet, in der sich ein Gnadenbild des Kirchenpatrons befindet, welches ihn zu Pferde zeigt. Dieses soll einer Legende nach aus dem nahen Göflan auf wundersame Weise hier her „geritten“ sein.
1928 wurde die bis dato eigenständige Gemeinde St. Martin am Vorberg der Gemeinde Latsch zugeschlagen. 2005 wurde die für die Kinder der Bergbauernhöfe unterhaltene einklassige Bergschule wegen Schülermangels geschlossen.

## Weiteres
St. Martin im Kofel ist insbesondere von zahlreichen Bergbauernhöfen des Vinschgauer Sonnenbergs geprägt, die oft Extremlagen aufweisen (z. B. Egg und Vorra) und von Abwanderung geprägt sind.

Bei St. Martin trifft man auf die höchsten relativen Siedlungshöhen in den Alpen, mit 1200 Metern zwischen Talhöhe und Berghof – auf nur knapp drei Kilometer waagrechter Distanz.

Seilbahn von St. Martin im Kofel

Der Ort ist von Latsch aus mit einer Seilbahn zu erreichen und dient als Ausgangspunkt für Wanderungen verschiedener Schwierigkeitsgrade, etwa auf die Vermoispitze.  Der Panorama-Höhenweg führt von St. Martin nach Schlanders.